# Élections législatives namibiennes de 2019
Les élections législatives namibiennes de 2019 ont lieu le 27 novembre 2019 afin de renouveler les 104 membres de l'Assemblée nationale de la Namibie. Une élection présidentielle a lieu simultanément.
Le scrutin est remporté par l'Organisation du peuple du Sud-Ouest africain (SWAPO) qui, bien qu'en net recul, conserve la majorité absolue des sièges.

## Mode de scrutin
L'assemblée nationale est la chambre basse du parlement bicaméral de la Namibie. Elle est composée de 104 sièges renouvelés tous les cinq ans, dont 96 au scrutin proportionnel plurinominal de liste dans plusieurs circonscriptions plurinominales. Le scrutin a lieu via des listes fermées et le résultat en voix est réparti en sièges sans seuil électoral, sur la base du quotient simple et selon la méthode du plus fort reste. Les 8 sièges restants sont quant à eux nommés par le président.
La loi électorale impose la parité dans les listes, celles-ci devant comporter une alternance de candidats de chaque sexe, selon un système dit « zébré ». La Namibie utilise un système de vote entièrement électronique, les électeurs choisissant leur candidat sur une machine à voter après avoir présenté leur carte électorale biométrique. Le système, validé par un jugement de la Cour suprême, est critiqué par l'opposition pour son absence totale de bulletins papier, jugée susceptible de favoriser la fraude électorale.

## Résultats
|                           |                                                         |                |                |                |        |               |  |  |  |
| Parti                     | Parti                                                   | Voix           | %              | +/-            | Sièges | +/-           |  |  |  |
|                           | Organisation du peuple du Sud-Ouest africain (SWAPO)    | 536 861        | 65,45          | 13,56          | 63     | 13            |  |  |  |
|                           | Mouvement démocratique populaire (PDM)                  | 136 576        | 16,65          | 11,85          | 16     | 11            |  |  |  |
|                           | Mouvement populaire des sans-terre (LPM)                | 38 956         | 4,75           | Nv             | 4      | 4             |  |  |  |
|                           | Organisation démocratique de l'unité nationale (NUDO)   | 16 066         | 1,96           | 0,05           | 2      | en stagnation |  |  |  |
|                           | Parti de tous les peuples (APP)                         | 14 664         | 1,79           | 0,50           | 2      | en stagnation |  |  |  |
|                           | Front démocratique uni (UDF)                            | 14 644         | 1,79           | 0,33           | 2      | en stagnation |  |  |  |
|                           | Parti républicain (RP)                                  | 15 546         | 1,77           | 1,09           | 2      | 1             |  |  |  |
|                           | Combattants namibiens pour la liberté économique (NEFF) | 13 580         | 1,66           | 1,30           | 2      | 2             |  |  |  |
|                           | Rassemblement pour la démocratie et le progrès (RDP)    | 8 953          | 1,09           | 2,42           | 1      | 2             |  |  |  |
|                           | Voix chrétienne-démocrate (CDV)                         | 5 841          | 0,71           | 0,42           | 1      | 1             |  |  |  |
|                           | Union nationale du Sud-Ouest africain (SWANU)           | 5 330          | 0,65           | 0,06           | 1      | en stagnation |  |  |  |
|                           | Congrès des démocrates (CoD)                            | 4 654          | 0,57           | 0,19           | 0      | en stagnation |  |  |  |
|                           | Parti démocratique National (NDP)                       | 4 559          | 0,56           | 0,40           | 0      | en stagnation |  |  |  |
|                           | Parti Révolutionnaire des Travailleurs (WRP)            | 3 212          | 0,39           | 1,10           | 0      | 2             |  |  |  |
|                           | Front Patriotique National (NPF)                        | 1 785          | 0,22           | Nv             | 0      | Nv            |  |  |  |
|                           | Membres nommés                                          | Membres nommés | Membres nommés | Membres nommés | 8      | en stagnation |  |  |  |
|                           |                                                         |                |                |                |        |               |  |  |  |
| Suffrages exprimés        | Suffrages exprimés                                      | 820 227        | 100            |                |        |               |  |  |  |
| Votes blancs et invalides | Votes blancs et invalides                               | 0              | 0              |                |        |               |  |  |  |
| Total                     | Total                                                   | 820 227        | 100            | -              | 104    | en stagnation |  |  |  |
| Abstentions               | Abstentions                                             | 538 241        | 39,62          |                |        |               |  |  |  |
| Inscrits / participation  | Inscrits / participation                                | 1 358 468      | 60,38          |                |        |               |  |  |  |